# Яркенд
 Тази статия е за града в Китай.  За реката вижте Яркенд (река).  За окръга вижте Яркенд (окръг).
Яркенд (на китайски: 莎车; на пинин: Shāchē) е град в Синдзян-уйгурския автономен регион в северозападен Китай, административен център на окръг Яркенд в префектура Кашгар. Населението му е около 72 000 души (1990).
Разположен е в оазиса на река Яркенд на 1276 m надморска височина в западния край на Таримската котловина, на 160 km югоизточно от Кашгар и на 275 km северозападно от Хотан. Селището съществува от Древността и е основен пункт по Пътя на коприната. През XVI-XVIII век е столица на Яркендското ханство, присъединено е към Китай през 1767 година.